# Lézigneux
Lézigneux is een gemeente in het Franse departement Loire (regio Auvergne-Rhône-Alpes). De plaats maakt deel uit van het arrondissement Montbrison. Lézigneux telde op 1 januari 2022 1.747 inwoners.

## Geografie
De oppervlakte van Lézigneux bedroeg op 1 januari 2022 15,04 vierkante kilometer; de bevolkingsdichtheid was toen 116,2 inwoners per km².

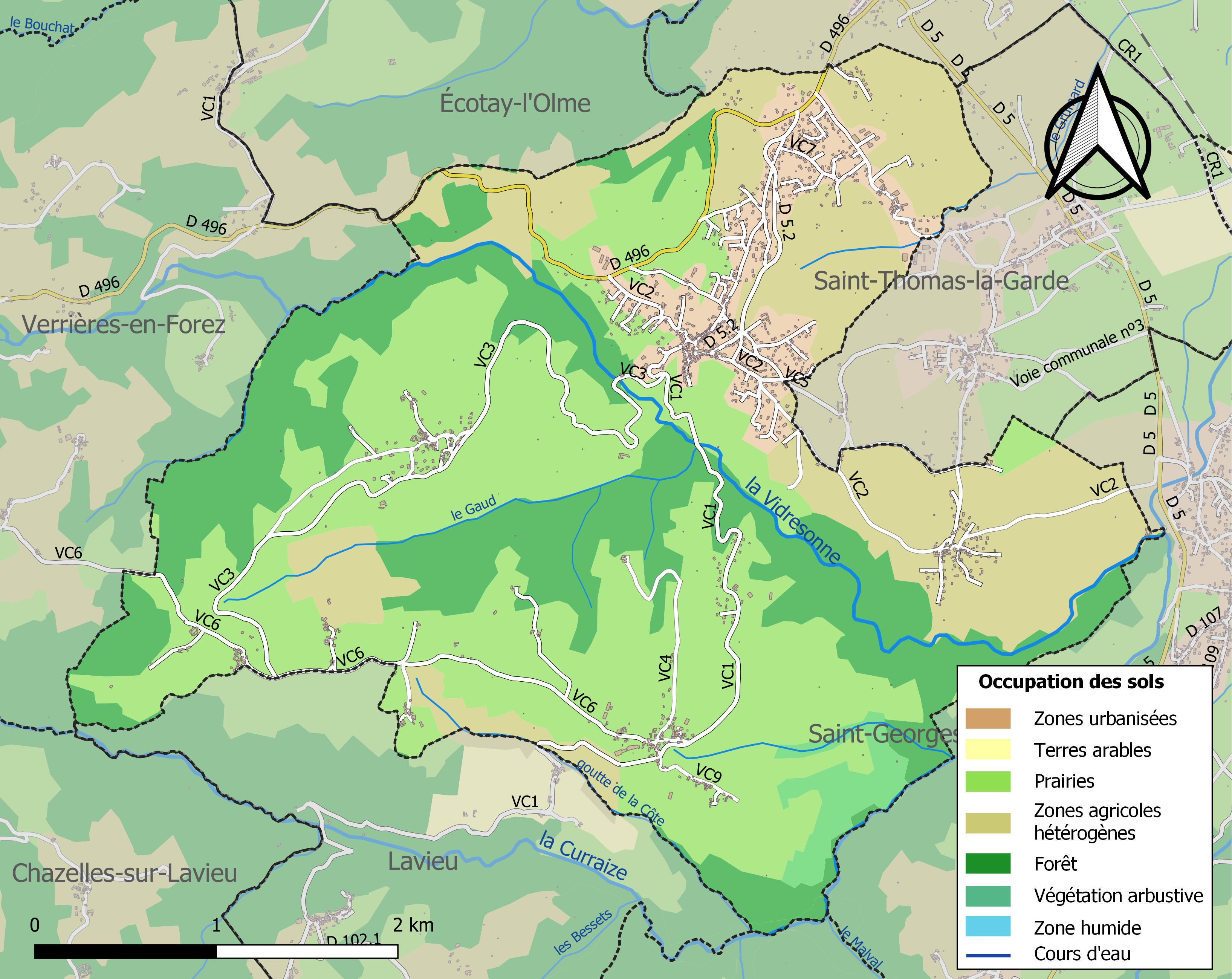
Kaart van de gemeente met de belangrijkste infrastructuur, bodemgebruik en omliggende gemeenten

## Demografie
Onderstaande figuur toont het verloop van het inwonertal (bron: INSEE-tellingen).